# پزشک دهکده (مجموعه داستان کوتاه)
پزشک دهکده (به انگلیسی: A Country Doctor) مجموعه‌ای از داستان‌های کوتاه است که اکثرشان در سال ۱۹۱۷ به قلم فرانتس کافکا نوشته شده‌اند. نام کتاب از روی یکی از داستان‌های همین مجموعه برداشته شده. انتشارات کورت ولف این اثر را در سال ۱۹۱۹ منتشر کرد. کافکا کتاب فوق را به پدرش تقدیم کرده‌است.
کافکا واکنش پدرش را وقتی کتابش را به پدر خود تقدیم کرد برای ماکس برود اینگونه بازگو می‌کند: «وقتی او را مطلع کردم، گفت: آن را روی میز پاتختی‌ام بگذار.»
کل داستان‌های اثر یک وجه اشتراک دارند؛ آن هم این که در جایی از داستان اتفاقی غیرمعمول رخ می‌دهد که بعضاً آن را «پارادوکس کافکا» قلمداد می‌کنند.